# Galvydiškės kaimo apylinkės
Galvydiškės kaimo apylinkės este o arie protejată (arie specială de conservare — SAC, sit de importanță comunitară — SCI) din Lituania întinsă pe o suprafață de 961,8 ha, integral pe uscat.

## Localizare
Centrul sitului Galvydiškės kaimo apylinkės este situat la coordonatele 55°47′01″N 22°58′56″E / 55.7836°N 22.9822°E.

## Înființare
Situl Galvydiškės kaimo apylinkės a fost declarat sit de importanță comunitară în februarie 2004 pentru a proteja 2 specii de plante. Situl a fost protejat și ca arie specială de conservare în decembrie 2018.

## Biodiversitate
Situată în ecoregiunea boreală, aria protejată conține 8 habitate naturale: Lacuri și iazuri distrofice naturale, Fânețe de joasă altitudine (Alopecurus pratensis, Sanguisorba officinalis), Mlaștini turboase de tranziție și turbării mișcătoare, Taiga vestică, Păduri fino-scandinave bogate în ierburi cu Picea abies, Păduri caducifoliate de mlaștină fino-scandinave, Mlaștini împădurite, Păduri aluvionare cu Alnus glutinosa și Fraxinus excelsior (Alno-Padion, Alnion incanae, Salicion albae).
La baza desemnării sitului se află mai multe specii protejate de  plante (2): dedițelul (Pulsatilla patens), ochii-șoricelului (Saxifraga hirculus).
Pe lângă speciile protejate, pe teritoriul sitului au mai fost identificate 4 specii de plante.